# جينيفر لين
جينيفر لين (بالإنجليزية: Jennifer Lyne)‏ هي لاعبة اتحاد الرغبي بريطانية، ولدت في 29 مايو 1972.